# Vilarello (Cervantes)
Vilarello (llamada oficialmente Santa María de Vilarello) es una parroquia española del municipio de Cervantes, en la provincia de Lugo, Galicia.

## Organización territorial
La parroquia está formada por diez entidades de población, constando nueve de ellas en el anexo del decreto en el que se aprobó la actual denominación oficial de las entidades de población de la provincia de Lugo:

### Entidades de población
Entidades de población que forman parte de la parroquia:
- O Cumial
- O Gumieiro
- O Mazo de Doiras
- Riamonte de Baixo
- Riamonte de Riba
- San Miguel
- Vilarello da Igrexa
- Xestoso

### Despoblados
Despoblados que forman parte de la parroquia:
- O Portelo
- Vilarello do Río

## Demografía
| Gráfica de evolución demográfica de Vilarello entre 2000 y 2019 |
|                                                                 |
| Datos según el nomenclátor publicado por el INE.                |